# ピアノ協奏曲第1番 (メンデルスゾーン)
ピアノ協奏曲第1番 ト短調 作品25, MWV O 7 は、フェリックス・メンデルスゾーンが1831年に作曲したピアノ協奏曲。
ピアノ協奏曲としては初めて出版された作品であり、『ピアノと弦楽のための協奏曲（第0番）イ短調』（1822年、MWV O 2）、『2台のピアノのための協奏曲』のホ長調（1823年、MWV O 5）と変イ長調（1824年、MWV O 6）に次いで作曲された。メンデルスゾーン独特の豊かなメロディと、特に第2楽章アンダンテに色濃く漂うポエジーが聴く者の心をとらえ、『第2番 ニ短調』（作品40）と共に人気がある。

## 曲の構成
全3楽章、演奏時間は約19分。『ヴァイオリン協奏曲 ホ短調』（作品64）と同様、楽章間に中断がない（第2番も同様である）。
- 第1楽章 モルト・アレグロ・コン・フォーコ
ト短調、4分の4拍子、短い序奏のついたソナタ形式。

速度表記に「コン・フォーコ」（「火のように生き生きと」や「激しく」の意）とある通り、情熱的な楽章であり、トレモロに乗って半音階上昇進行する序奏が効果的。ピアノがオクターヴ奏法で華々しく登場し、左手もオクターヴ奏法なので音量も大きい。ユニゾンの音階の後、平行調の変ロ長調でやはり音階を中心にした第2主題が広がる。主題再現後、切れ目なく巧妙な転調をして第2楽章に入る。カデンツァはない。

- 第2楽章 アンダンテ
ホ長調、4分の3拍子、三部形式。

チェロとコントラバスで提示された主題がピアノに受け渡されていく。中間部はロ長調で書かれており、主題の再現後、切れ目なく第3楽章へ続く。

- 第3楽章 プレスト - モルト・アレグロ・エ・ヴィヴァーチェ
ト長調、4分の4拍子、序奏のついたロンド形式。

前楽章の同主調でホルンのE音が連呼されると弦楽合奏が受け、イ短調からト長調に転調してピアノの華やかなアルペッジョが始まる。ロンド主題の再現後、最後に第1楽章の主題が回帰して華やかに締めくくられる。